# 북진통일론
북진통일론(北進統一論)은 남북으로 분단된 한국 중에서 대한민국(남한)의 주도로 무력 통일을 도모하는 이론이다. 특히 대한민국 초대 대통령 이승만이 내세운 한반도 통일론으로서 4.19 혁명 이후 이승만 정권이 물러나면서 퇴색되었으나, 박정희와 김일성의 7·4 남북 공동 성명 이전까지 오랫동안 북한의 무력 적화통일론과 병행하여 대한민국의 국시로 여겨졌다.

## 같이 보기
- 적화통일
- 대한민국 제2공화국#대북 정책